# Ace of Spades (album Motörhead)
Ace of Spades – album studyjny brytyjskiej heavymetalowej grupy Motörhead. Wydawnictwo ukazało się 8 listopada 1980 roku nakładem wytwórni muzycznej Bronze Records. Został nagrany pomiędzy 4 sierpnia a 15 września 1980 roku w Jackson's Studios w Rickmansworth. Nagrania były promowane teledyskiem do utworu tytułowego.  

## Lista utworów
Opracowano na podstawie materiału źródłowego.
| Nr  | Tytuł utworu                         | Autorzy                   | Długość |
| --- | ------------------------------------ | ------------------------- | ------- |
| 1.  | „Ace of Spades”                      | Kilmister, Taylor, Clarke | 2:49    |
| 2.  | „Love Me Like a Reptile”             | Kilmister, Taylor, Clarke | 3:23    |
| 3.  | „Shoot You in the Back”              | Kilmister, Taylor, Clarke | 2:40    |
| 4.  | „Live to Win”                        | Kilmister, Taylor, Clarke | 3:37    |
| 5.  | „Fast and Loose”                     | Kilmister, Taylor, Clarke | 3:23    |
| 6.  | „(We Are) The Road Crew”             | Kilmister, Taylor, Clarke | 3:12    |
| 7.  | „Fire, Fire”                         | Kilmister, Taylor, Clarke | 2:44    |
| 8.  | „Jailbait”                           | Kilmister, Taylor, Clarke | 3:33    |
| 9.  | „Dance”                              | Kilmister, Taylor, Clarke | 2:38    |
| 10. | „Bite the Bullet”                    | Kilmister, Taylor, Clarke | 1:38    |
| 11. | „The Chase Is Better Than the Catch” | Kilmister, Taylor, Clarke | 4:18    |
| 12. | „The Hammer”                         | Kilmister, Taylor, Clarke | 2:48    |
|     |                                      |                           | 36:43   |

| Bonus CD 2 | Bonus CD 2                                             | Bonus CD 2 |
| Nr         | Tytuł utworu                                           | Długość    |
| ---------- | ------------------------------------------------------ | ---------- |
| 1.         | „Dirty Love (B-Side 'Ace of Spades' Single)”           | 2:52       |
| 2.         | „Ace Of Spades (Alternative Outtake)”                  | 3:01       |
| 3.         | „Love Me Like a Reptile (Alternative Outtake)”         | 4:14       |
| 4.         | „Love Me Like a Reptile (Alternative Outtake)”         | 3:29       |
| 5.         | „Shoot You in the Back (Alternative Outtake)”          | 3:09       |
| 6.         | „Fast And Loose (Alternative Outtake)”                 | 3:04       |
| 7.         | „(We Are) The Roadcrew (Alternative Outtake)”          | 3:22       |
| 8.         | „Fire Fire (Alternative Outtake)”                      | 2:39       |
| 9.         | „Jailbait (Alternative Outtake)”                       | 3:31       |
| 10.        | „The Hammer (Alternative Outtake)”                     | 3:09       |
| 11.        | „Dirty Love (Alternative Outtake)”                     | 1:02       |
| 12.        | „Dirty Love (Alternative Outtake)”                     | 3:49       |
| 13.        | „Fast and Loose”                                       | 4:16       |
| 14.        | „Live to Win”                                          | 3:31       |
| 15.        | „Bite The Bullet / The Chase Is Better Than the Catch” | 6:03       |
|            |                                                        | 51:11      |

| DVD - Classic Albums: Ace of Spades | DVD - Classic Albums: Ace of Spades                         | DVD - Classic Albums: Ace of Spades |
| Nr                                  | Tytuł utworu                                                | Długość                             |
| ----------------------------------- | ----------------------------------------------------------- | ----------------------------------- |
| 1.                                  | „Born to Lose!”                                             |                                     |
| 2.                                  | „Ace of Spades”                                             |                                     |
| 3.                                  | „Hawkwind - Silver Machine 1972 / Motorhead 1975”           |                                     |
| 4.                                  | „Motorhead Are Formed”                                      |                                     |
| 5.                                  | „Louie Louie 1978 (Richard Berry cover)”                    |                                     |
| 6.                                  | „The Chase Is Better Than the Catch”                        |                                     |
| 7.                                  | „Ace of Spades - Cover Art”                                 |                                     |
| 8.                                  | „The Hammer”                                                |                                     |
| 9.                                  | „Highs and Lows of Being on the Road”                       |                                     |
| 10.                                 | „Jailbait”                                                  |                                     |
| 11.                                 | „(We Are) The Road Crew”                                    |                                     |
| 12.                                 | „Love Me Like a Reptile”                                    |                                     |
| 13.                                 | „Ace of Spades - Tributes”                                  |                                     |
| 14.                                 | „(We Are) The Road Crew”                                    |                                     |
| 15.                                 | „The Chase Is Better Than the Catch”                        |                                     |
| 16.                                 | „Lemmy”                                                     |                                     |
| 17.                                 | „Sex, Drugs & Rock 'n' Roll”                                |                                     |
| 18.                                 | „Song Writing”                                              |                                     |
| 19.                                 | „Lemmy Leaves Hawkwind - Full Story”                        |                                     |
| 20.                                 | „A Piece of Lemmy's Mind at the Rainbow”                    |                                     |
| 21.                                 | „Phil Plays Drums - Ace of Spades & Jailbait”               |                                     |
| 22.                                 | „Eddie Plays Guitar - Ace of Spades, Jailbait & The Hammer” |                                     |

## Twórcy
Opracowano na podstawie materiału źródłowego.
| Zespół Motörhead w składzie - Lemmy Kilmister - gitara basowa, śpiew - "Fast" Eddie Clarke - gitara, śpiew (utwór "Emergency") - Phil "Philthy Animal" Taylor - perkusja |  | Inni - Vic Maile - produkcja - John "Jonz" Dent - mastering - Alan Ballard - okładka płyty - Martin Poole - projekt |

## Listy sprzedaży
| Lista           | Kraj            | Pozycja |
| --------------- | --------------- | ------- |
| UK Albums Chart | Wielka Brytania | 4       |
| VG-Lista        | Norwegia        | 37      |